# NGC 397

NGC 397

إن جي سي 397 (بالإنجليزية: NGC 397)‏ التي يرمز لها بالرمز NGC 397، هي مجرة، في كوكبة الحوت.

## الاكتشاف
اكتشفت في 6 ديسمبر 1866، بواسطة Robert Stawell Ball.